# Chris Williams
Christopher James "Chris" Williams (født 2. november 1967) er en amerikansk skuespiller og stemmelægger.
Williams, en afgangselev fra Georgetown University, har gjort optrædener i talrige tv-shows som CSI, JAG, The Shield, Weeds, Reno 911! og spillet den populære fiktive rapper Krazee-Eyez Killa i Curb Your Enthusiasm.
Williams er lillebror til Vanessa L. Williams.

## Filmografi
- Blankman (1994) – Production Manager og the blackberry commercial
- Friday After Next (2002) – Broadway Bill
- Dodgeball: A True Underdog Story (2004) – Dwight
- The World's Fastest Indian (2005) – Tina Washington
- Scary Movie 4 (2006) – Marcus
- Still Waiting... (2009) – Chuck
- The Joneses... (2010) – Billy

## Videospil
- Crash Tag Team Racing (2005) – Crunch Bandicoot
- Need for Speed: Most Wanted (2005) – Sgt Cross (som Christopher J. Williams)
- NBA '06 (2005) – Assistant Coach, adskillige stemmer
- Saint's Row (2006) – Cop, adskillige stemmer
- Need for Speed: Carbon (2006) – Cross (som Christopher J. Williams)
- Open Season (2006) – Boog
- Crash of the Titans (2007) – Crunch Bandicoot, Tiny Tiger
- Crash: Mind over Mutant (2008) – Crunch Bandicoot